# Aerangis ellisii
Aerangis ellisii är en orkidéart som först beskrevs av Benjamin Samuel Williams och fick sitt nu gällande namn av Rudolf Schlechter. 
Aerangis ellisii ingår i släktet Aerangis och familjen orkidéer. Artens utbredningsområde är Madagaskar. Inga underarter finns listade i Catalogue of Life.